# Otomys
Genre
Otomys est un genre de rongeurs de la sous-famille des Otomyinés. Ce sont des rats des marais à queue courte. Actuellement, l'existence de cette famille est remise en cause. En effet, en dépit de la morphologie singulière des molaires de ces espèces, toutes les phlylogénies moléculaires placent sans équivoque les Otomyinae au sein des Murinae.

## Liste des espèces
Ce genre comprend les espèces suivantes :
- Otomys anchietae Bocage, 1882
- Otomys angoniensis Wroughton, 1906
- Otomys denti Thomas, 1906
- Otomys irroratus (Brants, 1827)
- Otomys laminatus Thomas et Schwann, 1905
- Otomys maximus Roberts, 1924
- Otomys occidentalis Dieterlen et Van der Straeten, 1992
- Otomys saundersiae Roberts, 1929
- Otomys sloggetti Thomas, 1902
- Otomys tropicalis Thomas, 1902
- Otomys typus Heuglin, 1877
- Otomys unisulcatus F. Cuvier, 1829